# Валуцина Валентина Михайлівна
Валуцина Валентина Михайлівна (14 червня 1953, Сніжне — 16 квітня 2023, Київ) — українська лікарка. Докторка медичних наук (1995), професорка (1999).
Закінчила Донецький медичний інститут (1978). Відтоді працює в НДІ медико-екологічних проблем Донбасу та вугільної промисловості (Донецьк): від 1990 — старша наукова співробітниця, завідувачка клінічного відділу, від 2002 — заступниця директора з клінічних питань, від 2012 — директорка Інституту.
Наукові дослідження у галузі гігієни праці та професійної патології у гірників вугільної промисловості.

## Праці
- Пособие по профессиональным заболеваниям горнорабочих угольных шахт. К., 1993 (співавт.);
- Руководство по профилактике тепловых поражений. Д., 1995 (співавт.);
- Клинические проявления теплового поражения у горнорабочих глубоких угольных шахт Донбасса // ЛС. 1996. № 1–2 (співавт.);
- Медицина труда в угольной промышленности. Д., 2000 (співавт.);
- Принципы и критерии диагностики профессиональных заболеваний. Д., 2002.